# Verónica Macamo
Verónica Macamo (Bilene, 13 novembre 1957) è una politica mozambicana, esponente del Fronte di Liberazione del Mozambico.
Ha ricoperto l'incarico di Presidente dell'Assemblea della Repubblica dal gennaio 2010 al gennaio 2020, quando è stata nominata ministro degli esteri nel governo guidato dal Presidente Filipe Nyusi.